# Johannes Mattheus Jansen Eijken Sluijters
Johannes Mattheus Jansen Eijken Sluijters (Bodegraven, 17 augustus 1826 – Bonn, 29 maart 1896) was een jurist en politicus in Suriname.
Hij werd geboren als zoon van Diederich Jansen Eijken Sluijters (1798-1841; predikant) en Adriana Heusges (1795-1830). Rond 1827 verhuisde het gezin naar Suriname waar vader predikant werd bij de Evangelisch Lutherse gemeente.
Zelf is hij in 1850 in Leiden gepromoveerd in de rechten waarna hij terugkeerde naar Suriname. Hij werd daar assessor bij het Collegie van Kleine Zaken en in 1856 volgde zijn benoeming tot auditeur-militair. Later was hij lid van het gerechtshof en bij de invoering in 1869 van het Surinaamse Hof van Justitie volgde zijn benoeming tot lid van dat hof. Hij was met verlof in Nederland voor herstel van zijn gezondheid toen hem eind 1870 op eigen verzoek ontslag werd verleend als lid van het Hof van Justitie.
Eijken Sluijters was daarnaast actief in de politiek. In 1866 kreeg Suriname met de Koloniale Staten een parlement. Van de 13 leden werden er aanvankelijk 9 gekozen en de overige 4 leden werden door de gouverneur benoemd. Hij werd 1866 een van de benoemde leden. Hij zou twee jaar Statenlid blijven en het laatste jaar daarvan was hij daar vicevoorzitter.
Eijken Sluijters vestigde zich in Bonn waar hij in 1896 op 69-jarige leeftijd overleed.